# Saint-Hilaire-sur-Benaize
Saint-Hilaire-sur-Benaize é uma comuna francesa na região administrativa do Centro, no departamento Indre. Estende-se por uma área de 32,56 km². Em 2010 a comuna tinha 305 habitantes (densidade: 9,4 hab./km²).